# سونگ‌هوا

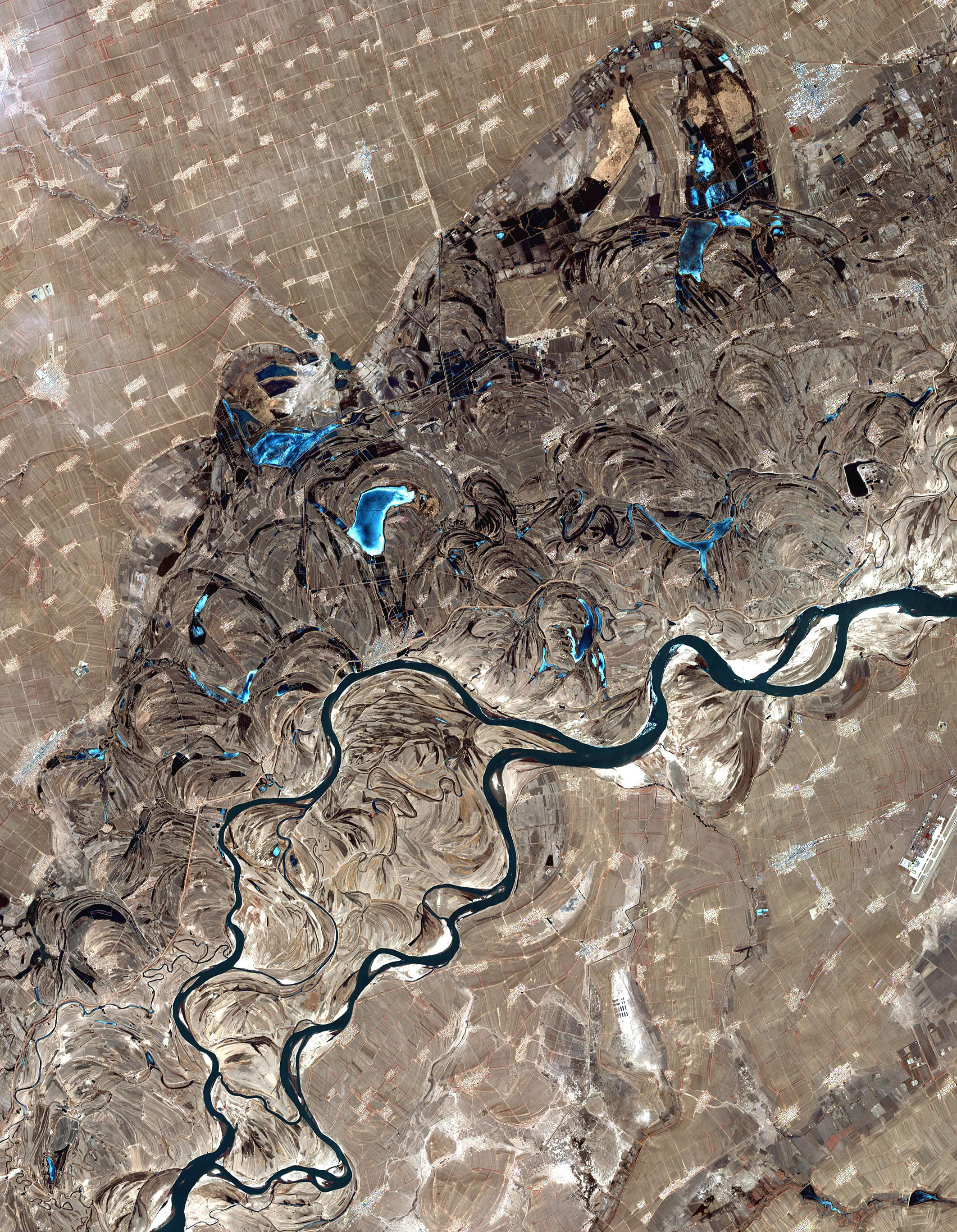
Songhua River, just west of Harbin. دریاچه طوقیs are common sights along the sides of the river.

رود سونگ هوا (Songhua River) یا رود سونگاری (Sungari River) , رودی است در شمال شرق چین و بزرگترین شاخه رود هایلونگ (Heilong) است. طول این رود ۱٬۴۳۴ کیلومتر است. رود سونگ هوا از کوه‌های چانگ بای سرچشمه گرفته و از استان‌های جیلین و هایلونگ جیانگ عبور می‌کند. حوضه آبریز این رود ۱٬۴۴۳٬۱۰۰ کیلومتر مربع است و دبی آن ۲٬۴۶۳ مترمکعب در ثانیه است. این رود تحت عنوان رود سونگ هوای دوم (Second Songhua) در منطقه تونگ جیانگ استان هایلونگ جیانگ به رود آمور می‌پیوندد. در سر راه این رود، سدهای بای شان، هونگ شی و فنگ من قرار دارند که از آن‌ها برای تولید برق استفاده می‌شود. در پایین دست سد فنگ من، رود سونگ هوای دوم به سمت شمال غربی جریان میابد تا جایی که بزرگ‌ترین شاخه آن به نام رود نن (Nen River) به آن می‌پیوندد و رود سونگ هوا تشکیل می‌گردد. این رود سپس به سمت شرق طی مسیر می‌کند تا به رود هولان (Hulan River) بپیوندد. این رود سپس بین انتهای شمالی سلسله کوه‌های منچوری شرقی و حوزه خینگان فرعی (Lesser Khingan Range) طی مسیر می‌کند. این رود سپس به سمت دره رود آمور جریان میابد. رود نامبرده از اواخر نوامبر تا مارس یخ زده‌است. بیشترین جریان رود در زمانی است که برف‌های کوه‌ها طی بهار آب می‌شوند.